# Rudolf Leonhard
Rudolf Leonhard (Leszno, 1889. október 27. – Berlin, 1953. december 19.) zsidó származású német író és drámaíró.

## Munkái
- Grundfragen der englischen Volkswirtschaft. Gemeinsam mit Theodor Vogelstein,  Edgar Jaffe u. Moritz Julius Bonn (1913)
- Angelische Strophen (1913)
- Der Weg durch den Wald (Gedichte) (1913)
- Barbaren (Balladen) (1914)
- Über den Schlachten (Gedichte) (1914)
- Äonen des Fegefeuers (Aphorismen) (1917)
- Bemerkungen zum Reichsjugendwehrgesetz (1917)
- Beate und der große Pan (Roman) (1918)
- Katilinarische Pilgerschaft (Gedichte) (1919)
- Kampf gegen die Waffe (Rede) (1919)
- Briefe an Margit (Gedichte) (1919)
- Das Chaos (Gedichte) (1919)
- Die Vorhölle (Tragödie) (1919)
- Gedichte über das Thema ‚Mutter‘ (1920)
- Alles und Nichts! (Aphorismen) (1920)
- Spartakus-Sonette (1921)
- Die Ewigkeit dieser Zeit. Eine Rhapsodie gegen Europa (1924)
- Segel am Horizont (Drama) (1925)
- Das nackte Leben (Gedichte) (1925)
- Das Wort (ein sinnliches Wörterbuch der deutschen Sprache, 1932)
- Der Tod des Don Quijote (Geschichten aus dem Spanischen Bürgerkrieg, 1938)
- Le Vernet (Gedichtzyklus, entstanden 1939–44)
- In derselben Nacht (Das Traumbuch des Exils, entstanden 1939–44)
- Geiseln (Tragödie, 1945, dt. 1946)
- Unsere Republik (Aufsätze und Gedichte, 1951).
- Werkausgabe in vier Bänden (1961 ff.)